# Cá đuối sông đuôi dài
Cá đuối sông đuôi dài hay Cá đuối sông gai độc, tên khoa học Plesiotrygon iwamae, là một loài cá đuối sông trong họ Potamotrygonidae. Tên khoa học được đặt theo tên nhà động vật học người Brasil là Satoko Iwama.

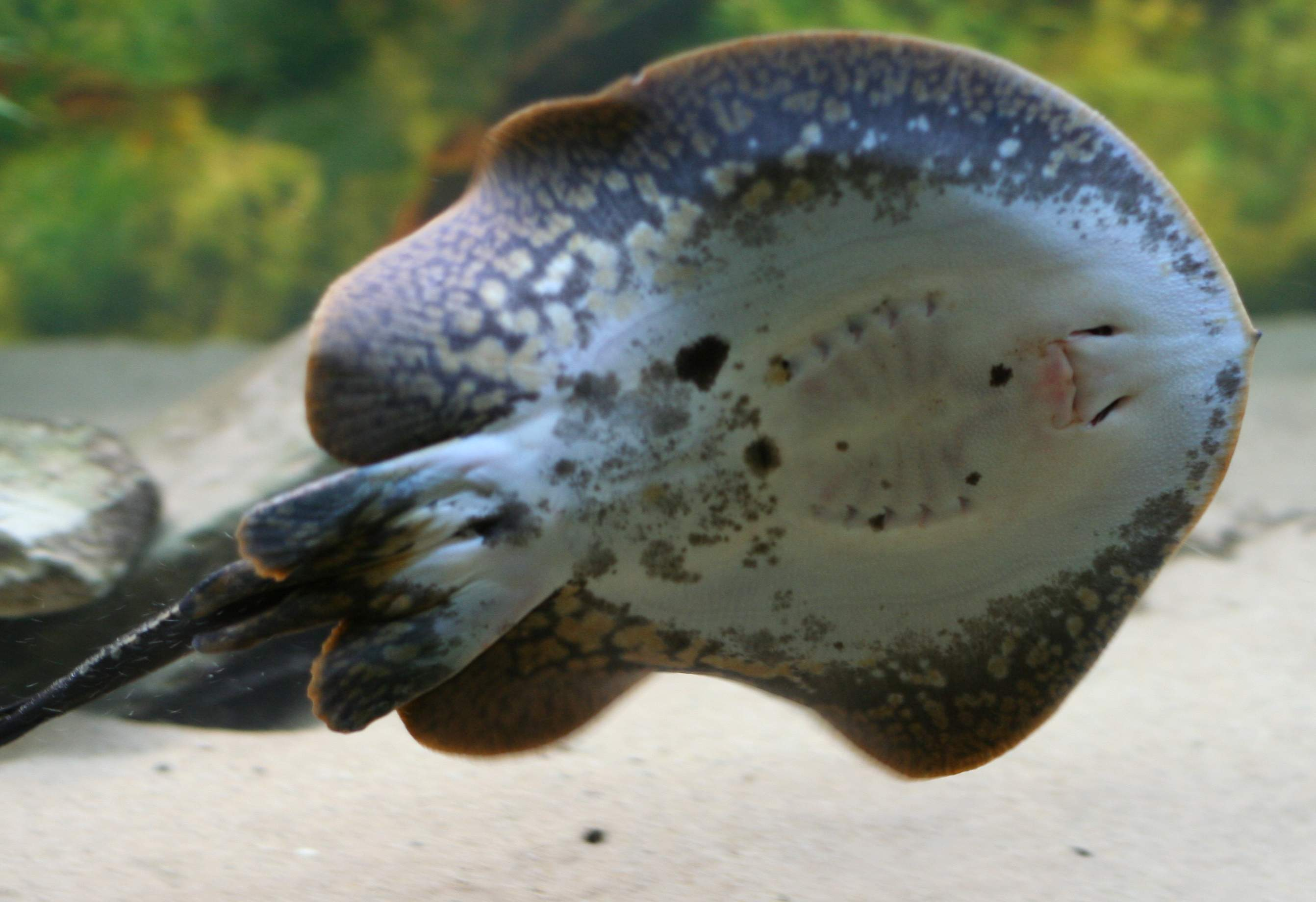
Mặt dưới

Con mồi của chúng bao gồm giun, động vật giáp xác, động vật thân mềm và cá đáy nhỏ (như cá da trơn). Chúng có thể phát hiện các tín hiệu điện và hóa học từ con mồi trong bùn và cát.
Loài này đã được mô tả vào năm 1987 bởi Hugo P. Castello từ Museu de Zoologia, Đại học São Paulo. Các mẫu vật bị xác định sai, hoặc không xác định được trước đây thì sau này được tìm thấy trong các bảo tàng khác.
Phân bố: Từ thượng nguồn tới hạ lưu của lưu vực sông Amazon, từ Ecuador tới Belém, Brasil, trên các sông Napo, Solimões, Amazon và Pará.
Cá này hiếm khi xuất hiện trong thị trường cá cảnh.